# دانشگاه زنان راما دوی
دانشگاه زنان راما دوی یک دانشگاه دولتی مخصوص زنان در بوبانسور، اودیشا در هند است. این کالج به عنوان کالج زنان راما دیوی در سال ۱۹۶۴ در یک ساختمان کوچک در بوبانسور تأسیس شد. این دانشگاه که به نام رامادوی چودوری (مبارز هندی) نامگذاری شده‌است، اولین دانشگاه زنان در اودیشا است.
در ۱ ژوئیه ۲۰۲۱، امتیاز 12(B) توسط UGC به دانشگاه اعطا شد.